# أنزا
أنزا ( بالأمازيغية : ⴰⵏⵣⴰ )، هي منطقة ساحلية، تقع في شمال مدينة أغادير غربي المغرب، تضم عدة أحياء من بينها: حي الوحدة، حي الأمل، المشروع الاجتماعي - يدعى بدالاس من قبل السكان، حي الحسنية. يحتوي ساحل آنزا على بصمات و حفريات لدينصورات من العصر الطباشيري.